# Maratus mungaich
Maratus mungaich es una especie de araña del género Maratus, familia Salticidae. Fue descrita científicamente por Waldock en 1995.
Habita en Australia (Australia Occidental). En el cortejo, los machos del género Maratus extienden sus terceras patas alargadas, y solo el macho tiene un color tan brillante y hermoso.